# Prutkay Péter
Prutkay Péter (Budapest, 1947. március 24. – Budapest, 2022. június 6.) Munkácsy Mihály-díjas magyar grafikus. A Magyar Művészeti Akadémia levelező tagja (2012), rendes tag (2013), Képzőművészeti Tagozat. Sokszorosító képgrafikával foglalkozott: rézkarcot, litográfiát, szerigráfát készített, de művészetében 2006 után egyre erőteljesebben jelent meg a kollázstechnika, melyeket dobozképeknek nevezett.

## Életpályája
Autodidakta művész. Nagy műgonddal készíti rajzait, grafikáit. 1969-től kiállító művész volt. Az 1969-es első Szürenon kiállításon nem nyomataival, hanem a hazai művészetben az elsők között számon tartott térberendezésével, szürrealista szobájával keltett figyelmet. Az installációt a megnyitó után hamarosan lebontották. Az 1970-es években részvevője volt a Balatonboglári Kápolna-tárlatoknak, politikai ihletésű grafikái jelentek meg a magyarországi pártállam ellenében (Nagy STORNO pecsét, 1975; Art-Párt-Art, 1975; Bot, 1981). A környezetvédelem és a 19-20. század fordulójának, s 20. század elejének hangulata is megjelenik képein (Környezetvédelem, 1974; A magyar tenger, 1980; Elhagyott fészek, 1990; Béka, 1975; I. világháborús fészek emlékmű, 1987). A nemzetiségi kérdés is foglalkoztatta (Erdélyi szalonna, 1987).
Magyarországon, Nyugat-Európában, Ázsiában is bemutatkozott egyéni és csoportos kiállításokon. Számos elismerésben részesült, több évtizedes alkotói munkájáért Munkácsy Mihály-díjjal (1998) tüntették ki, Az évezred utolsó majálisa című munkájáért a Szinyei Merse Pál Társaság részesítette jutalomban (1999). Munkáit hazai és külföldi közgyűjtemények őrzik, köztük Fővárosi Képtár, Budapest; Hatvany Lajos Múzeum, Hatvan; Herman Ottó Múzeum, Miskolc; Janus Pannonius Múzeum, Pécs; Magyar Nemzeti Galéria, Budapest; Nemzeti Múzeum, Varsó; Nógrádi Történeti Múzeum, Salgótarján; Petőfi Irodalmi Múzeum, Budapest; Szombathelyi Képtár, Szombathely; Art Center, Kiotó; Art Center, Szöul; Metropolitan M., Tokió).

## Kiállításai (válogatás)

### Egyéni
- 1974 • Józsefvárosi Galéria, Budapest (kat.)
- 1976 • Stúdió Galéria, Budapest
- 1977 • Galerie Umwelt, Stuttgart
- 1979 • Magyar Nemzeti Galéria, Budapest
- 1981 • Csók Galéria, Budapest
- 1987 • Óbudai Pincegaléria, Budapest Műfészek–fészekmű c. kiállítás
- 1989 • Művelődési Ház, Érd
- 1994 • Horváth E. Galéria, Balassagyarmat
- 1997 • Vigadó Galéria, Budapest (kat.)
- 2000 • Miskolci Galéria, Miskolc
- 2001 • Vaszary Képtár, Kaposvár (Szemadám Györggyel).
- 2011 • Pintér Sonja Galéria Budapest, Dobozolt kor-képek címmel
- 2011 • Újbuda Galéria Budapest, Történelem tegnap és ma címmel
- 2012 • Dobozolt kor-képek című tárlata, a győri Galgóczi Erzsébet Városi Könyvtár Korunk Galériájában[6][7]
- 2013 • Rovás Galéria, Kassa, Európa Kulturális Fővárosa, az MMA szervezésében
- 2013 Petőfi Sándor Társaság Fődíja. Kiskőrös
- 2014 Honvéd Vezérkar főnöki Különdíja.
- 2017 Pesti Vigadó, az MMA Képzőművészeti Tagozata támogatásával Grafikától a dobozképig címmel.[8]

### Csoportos
- 1969 • Szürenon, Kassák Lajos Művelődési Ház, Budapest
- 1970-1971 • Balatonboglári Kápolnatárlatok, Balatonboglár
- 1973 • No 1, Budapesti Állat- és Növénykert, Oroszlánbarlang • Kopernikusz-emlékkiállítás, Budapesti Műszaki Egyetem, Budapest • Stúdió '72, Ernst Múzeum, Budapest • VII. Országos grafikai biennále, Miskolc
- 1975 • Új szerzemények, Hatvany Lajos Múzeum, Hatvan • Új művészetért, Móra Ferenc Múzeum, Szeged
- 1976 • Tér, Jel, Forma, Vegyipari Egyetem, Veszprém
- 1977 • Modern Magyar Grafika a Janus Pannonius Múzeum gyűjteményéből, Galerie Lometsh, Kassel
- 1978 • Környezetvédelmi kiállítás, Győr • Mai Magyar Grafika, Moszkva • Mai Magyar Grafika, Újvidék
- 1979 • Magyar grafika '78, Magyar Nemzeti Galéria, Budapest • Tallózás a Modern Magyar Művészetben, Hajdúszoboszló
- 1980 • Művészet és Társadalom 1945-1980, Műcsarnok, Budapest • Mesterségünk krónikája, Vigadó Galéria, Budapest • Új szerzemények, Magyar Nemzeti Galéria, Budapest • Magyar művészek, Wilhelmshaven, (Német Szövetségi Köztársaság) • Fotóhasználat a grafikában, Óbuda Galéria, Budapest • Országos Képzőművészeti kiállítás, Műcsarnok, Budapest • Szociografika, Óbuda Galéria, Budapest • Vörösváry Ákos gyűjteménye, Óbuda Galéria, Budapest
- 1983 • Mai Magyar Grafika, Magyar Nemzeti Galéria, Budapest • Mai Magyar Grafika, Bukarest
- 1984 • Gyárfás Péter gyűjteményéből, Liget Galéria, Budapest
- 1985 • 101 tárgy. Objektművészet Magyarországon, Óbuda Galéria, Budapest
- 1986 • III. Országos Rajzbiennálé, Nógrádi Sándor Múzeum, Salgótarján • A Herman Ottó Múzeum gyűjteményéből, Miskolc • A Bethlen Gábor Alapítvány javára, Óbudai Pincegaléria, Budapest • Kortárs Gyűjtemény, Szombathelyi Képtár, Szombathely
- 1987 • X. Országos Kisplasztikai Biennálé, Pécs
- 1989 • Más-Kép, Ernst Múzeum, Budapest
- 1995 • Első Miskolci Műanyagnyúl Kiállítás, Miskolc • Vallomások a vonalról, Magyar Grafikusok Szövetsége kiállítása, Vigadó Galéria, Budapest
- 1996 • Különös nyomatok, Magyar Grafikusok Szövetsége kiállítása, Vigadó Galéria, Budapest • KMG, Dunaszerdahely • Hommage à Szinyei, Pest Center Galéria, Budapest • Szürenon 69-96, Vigadó Galéria, Budapest
- 1997 • No. 1. csoport, Ernst Múzeum, Budapest • II. Országos Színesnyomat Grafikai kiállítás, Művészetek Háza, Szekszárd • Hidegtű, Magyar Grafikusok Szövetsége kiállítása, Vigadó Galéria, Budapest
- 1998 • XIX. Országos grafikai biennále, Miskolc
- 1999 • Káosz és Rend, Vigadó Galéria, Budapest
- 2000 • XX. Országos grafikai biennále, Miskolci Galéria, Miskolc
- 2006 • BOX – A Magyar Festők Társaságának dobozkiállítása, Körmendi Galéria – Belváros, Budapest
- 2009 • Play Art 2. – A Budapesti Tavaszi Fesztivál keretében, Vízivárosi Galéria, Budapest
- 2011 • Dobozművek – tematikus tárlat, Pelikán Galéria, Székesfehérvár
- 2012 • 56 éve volt 1956, Duna Palota, Budapest, MMA szervezésében
- 2018 • Kulisszatitkok – Színház kívül belül. Csoportos tárlat a Pesti Vigadóban 2018. június 21 – július 29 között. Támogatta a Magyar Művészeti Akadémia Iparművészeti és Tervezőművészeti Tagozata. Kurátor: Turnai Tímea, Katalógus 96 oldal, Katalógus szerkesztő és előszó: Turnai Tímea, ISBN 978-615-00-2140-9 65. oldal. Meseszínház (2012) és Színházi kelléktár (2010)[9]

## Díjak, elismerések (válogatás)
- 1983 BÁV országos képzőművészeti pályázat III. díj
- 1986 16.Salgótarjáni Tavaszi Tárlat Hazafias Népfront Megyei Bizottságának díja Salgótarján
- 1987 XIV. Országos grafikai biennále, a Váci Grafikai Műhely díja, Miskolc
- 1986-1987 17. Salgótarjáni Tavaszi Tárlat , a BRG díja , Salgótarján
- 1987 Kiskőrös Városi Tanács Petőfi grafikai pályázat Kiskőrös Város Különdíja, Kiskőrös
- 1989 Hazám kiállítás, a Művelődési és Közoktatási Minisztérium díja
- 1995 Mezőgazdaság a képzőművészetben kiállítás, a Mezőgazdasági Múzeum grafikai díja
- 1998 Az év grafikája, a Magyar Grafikusművészek Szövetsége díja
- 1998 Munkácsy Mihály-díj
- 1999 A Szinyei Merse Pál Társaság díja Az évezred utolsó majálisa
- 2002 I. Kortárs Keresztény Ikonográfia Biennálé Kecskemét, fődíj
- 2003 Patak Galéria " FÉSZEK " c. pályázat, Szigetszentmiklós, fődíj
- 2005 In Memoriam József Attila , Kortárs Galéria Tatabánya, fődíj
- 2013 Petőfi Sándor Társaság fődíja, Kiskőrös
- 2014 Honvéd Vezérkari Főnök különdíja
- 2016 Mednyánszky László-díj
- 2018 Ezüst Nemzetvédelmi Kereszt, TVR

## Művek közgyűjteményekben
- Budapest, Magyar Nemzet Galéria
- Budapest, Petőfi Irodalmi Múzeum
- Hatvan, Hatvany Lajos Múzeum
- Kecskemét, Kecskeméti Képtár
- Kyoto (Japán) Art Center
- Szöul (Dél-Korea) Art Center
- Miskolc, Herman Ottó Múzeum
- Pécs, Janus Pannonius Múzeum
- Salgótarján, Nógrádi Történet Múzeum
- Szombathely, Szombathelyi Képtár
- Tokió, Metropolitan Múzeum
- Varsó, Nemzeti Múzeum
- Kaposvár, Rippl-Rónai Múzeum
- Budapest, KOGART gyűjtemény
- Kassa, Kelet Szlovákiai Múzeum
- Dunaszerdahely, KORTÁRS gyűjtemény

## Filmek
- 1976 Magyar Filmhíradó (1976/30 július) Prutkay Péter kiállítása a Stúdió Galériában
- 1995 (H)arcképek2. Szemadám György MTV videó katalógusa
- 2011 Prutkay Péter: Dobozolt kor-képek, Pintér Szonja Galéria A filmet Sulyok Gabriella készítette YouTube 42" perc
- 2011 Történelem tegnap és ma, Újbuda Televízió, YouTube 4”30”perc

## Bibliográfia
- 1974 Sík Csaba: Bevezető. Prutkay Péter grafikusművész kiállítása, Budapest, Józsefvárosi Galéria, Katalógus
- 1974 Vadas József: Önmegvalósítások; Élet és Irodalom, 1974. október 5.
- 1976 Vadas József Kamarabemutatók; Élet és Irodalom, 1976. július 3.
- 1976 P. Szűcs Julianna: Mit üzen a noteszlap? Prutkay Péter kiállítása a Stúdió Galériában; Népszabadság, 1974. július 4.
- 1978 Művész Életrajzok Budapest, Képcsarnok, 1978
- 1980 Beke László (szerk.): Dátumok a magyar avantgarde művészet történetéből. 1966-1979. Művészet, 1980/10. szám, 20-22.
- 1981 a.j.: Prutkay Péter Művészet, 1981/9. szám, 61.
- 1982 Papp Júlia: Intellektuális érzelmesség. Művészet, 1982/1. szám 56-57.
- 1984 Lóska Lajos: A tárgyak valósága. Prutkay Péter grafikáiról; Művészet, 1984/6. szám 22-25.
- 1985 Művész életrajzok. Kortárs Magyar Képzőművészet. Budapest, Képcsarnok, 225.
- 1986 Lóska Lajos: A beérkezettek tárlata. III. Országos Rajzbiennálé. Művészet, 1986/10. szám 41-43.
- 1987 Zeitgenössische bildenke Kunst aus Ungarn. München, Galerie der Künstler Budapest, Műcsarnok, Katalógus, bevezető
- 1987 Mezei Ottó: Prutkay Péter Kiállítása; Művészet, 1978(6), 58-59.
- 1987 Vörösváry Ákos: Bemutatjuk Prutkay Péter grafikáit; Élet és Irodalom, 1987. augusztus 14.
- 1987 P. Szabó Ernő: Szocioművészet. Művészet, 1987(11-12) 4-9
- 1988 Gyárfás Péter: Legfontosabb a következetesség. Beszélgetés Prutkay Péter grafikusművésszel; Mozgó Világ, 1988(3) 102-104.
- 1991 Mezei Ottó: Püspökbot, fürjtojás, szárnyas bomba. Prutkay Péter munkáiról; Kortárs, 1991(5)
- 1991 Mezei Ottó: Szürenon és kisugárzása; Ars Hungarica, 1991(5)
- 1994 Szinyei Merse Pál Társaság 1920/1992. Budapest. Katalógus bevezető: Bajzáné Szinyei Merse Anna
- 1997 Mezei Ottó: Prutkay Péter harminc éve. Budapest, Vigadó Galéria (Katalógus)
- 1997 Hommage a Szürenon. Budapest
- 1998 Művészportálok. Belvárosi Művészek Társasága. Budapest, Budapest Galéria Katalógus, bevezető
- 1998 Fészkek, botok, labirintusok; Új Forrás, 1998(1)
- 1998 Prakfalvi Endre: Beszélő képek Prutkay Péter harminc éve; Új Művészet, 1998(3) 18-19.
- 1998 Wehner Tibor: Vészmadárfészek. Prutkay Péter képeihez; Élet és Irodalom, 1998. október 23.
- 1999 Andrási Gábor–Pataki Gábor–Szűcs György–Zwickl András: Magyar Képzőművészet a 20. században; Budapest, Corvina Kiadó 177, 185, 240.
- 2000 Szemadám György: Prutkay Péter kiállítása elé; Új Honlap, 2000(12)
- 2000 Wehner Tibor: Bevezető. Prutkay Péter grafikusművész kiállítása. Miskolc, Miskolci Galéria, Katalógus
- 2000 Kortárs Magyar Művészeti Lexikon, III. kötet P-Z; Budapest, Enciklopédia Kiadó 199-200.
- 2002 Szinyei Merse Pál Társaság 1922-2002; Budapest. Katalógus bev. Bajzáné Szinyei Merse Anna, Mezei Ottó
- 2003 P. Szabó Ernő: Törvénytelen avantgard. Beszélgetés a balatonboglári kápolnatárlatokról, egy könyvről és az emlékezet útjairól; Új Művészet. 2003/8. szám 26-29.
- 2008 Völgyi kortárs Gyűjtemény, Budapest
- 2011 Lóska Lajos: A dobozba zárt szép új világ; Új Művészet, 2011. május XXII. évf. 5. sz.
- 2011 Novotny Tihamér: Történelem tegnap és ma; Új Művészet, 2011. nov. XXII. évf. 11. sz.
- 2011 Wehner Tibor: Prutkay Péter Dobozolt korképek; Kortárs, 2011/10. szám